# Piliny
Piliny es un pueblo ubicado en el condado de Nógrád, Hungría.

## Superficie
Posee una superficie de 16,04 kilómetros cuadrados.

## Demografía
Hasta 2021 la población era de 572 habitantes, con una densidad de población de 35,66 habitantes por kilómetro cuadrado.